# Madeleine Sherwood
Pour les articles homonymes, voir Sherwood.
Madeleine Sherwood est une actrice canadienne du Québec, née le 13 novembre 1922 à Outremont (aujourd'hui Montréal) et morte le 23 avril 2016 à Saint-Hippolyte.

## Filmographie

### Cinéma
- 1956 : La Poupée de chair (Baby Doll) : la nourrice chez le médecin
- 1958 : La Chatte sur un toit brûlant (Cat on a Hot Tin Roof) : Mae Flynn Pollitt
- 1961 : La Soif de la jeunesse (Parrish) : Addie
- 1962 : Doux oiseau de jeunesse (Sweet Bird of Youth) : Miss Lucy
- 1967 : Que vienne la nuit (Hurry Sundown) d'Otto Preminger : Eula Purcell
- 1969 : Pendulum : Mrs. Eileen Sanderson
- 1973 : Wicked, Wicked (en) de Richard L. Bare : Lenore Karadyne
- 1980 : L'Enfant du diable (The Changeling) : Mrs. Norman
- 1980 : Résurrection : Ruth
- 1984 : Ras les profs ! (Teachers), de Arthur Hiller : Grace
- 1989 : Silence Like Glass (Zwei Frauen) de Carl Schenkel : la grand-mère

### Télévision
- 1960 : Strindberg on Love : Kristin (segment Miss Julie)
- 1956 : The Edge of Night (série) : Ann Kelly #1 (1964)
- 1967 : La Sœur volante : Révérende Mère Supérieure Placido
- 1968 : On ne vit qu'une fois (One Life to Live) (série) : Bridget Leander (1980)
- 1971 - 1972 : Haine et Passion (The Guiding Light) (série) : Betty Eiler
- 1972 : Chasseur d'homme (The Manhunter) : Ma Bocock
- 1972 - 1973 : The Secret Storm (série) : Carmen
- 1974 : The Ottawa Valley : la mère, Beth
- 1974 : Doctor Dan : Dr. Viola Nickerson
- 1974 : Columbo : Entre le crépuscule et l'aube (By Dawn´s Early Light) (Série) : Miss Brady
- 1975 : They Only Come Out at Night (série télévisée) : Helen St. John
- 1976 : Les Héritiers (Rich Man, Poor Man - Book II) (série) : Mrs. Hunt
- 1982 : The Electric Grandmother (en) de Noel Black : tante Clara
- 1983 : Will There Really Be a Morning? : le second médecin
- 1986 : Nobody's Child : Rhonda
- 1987 : Broken Vows : Mrs. Chase
- 1987 : Haunted by Her Past : Goode